# Basitonia
La basitonia és la tendència dels brots basals encara no lignificats d'una planta a desenvolupar-se més que no pas aquells brots terminals en un mateixa branca. És una forma de creixement típica dels arbusts 
El contrari de la basotonia és l'acrotonia, L'acrotonia és típica de la majoria dels arbres cosa que els permet arribar a fer enormes alçades a partir d'un a diversos eixos centrals.
També existeix la mesotonia que és una forma de creixement intermèdia entre acrotonia i basitonia. En la mesotonia les branques que originàriament han crescut de forma erecta des de la base, o sigui de forma basítona, s'arquegen pel seu propi pes cap a la perifèria de l'arbust i des de la part superior de ditarc es desenvolupen els brots més vigorosos. Amb el temps, es produeixen sistemes de branques arquejades. La mesotonia és típica, per exemple, dels rosers silvestres.
Un exemple de basitonia és en l'olivera, en la qual els brots inferiors de la planta es desenvolupen i creixen més que no pas les branques superiors. Per això si no s'esporga, l'olivera adopta una forma globular no pas la d'un arbre típic.